# Dream Scenario
Dream Scenario ist ein Comedy- und Science-Fiction-Film des norwegischen Regisseurs Kristoffer Borgli. Er wurde von A24 produziert und feierte am 9. September 2023 auf dem Toronto International Film Festival seine Premiere. Im November 2023 kam der Film in die US-Kinos. In Österreich erfolgte der Kinostart im Februar 2024 und in Deutschland im März 2024.

## Handlung
Der Biologieprofessor Paul Matthews (Nicolas Cage) beginnt auf unerklärliche Weise in den Träumen vieler Menschen auf der ganzen Welt aufzutauchen und erlangt dadurch eines Tages schlagartig weltweite Berühmtheit. In diesen Träumen, in denen häufig ein Unglück geschieht, taucht Paul stets nur als emotionsloser, passiver Zuschauer auf.
In der Öffentlichkeit wird Paul immer öfter erkannt, kann sich aber angesichts seiner stets passiven Rolle in den Träumen nicht richtig darüber freuen, da er auch im echten Leben damit hadert, verklemmt und eher langweilig zu sein. Er versucht, mittels einer Werbeagentur seine neu gefundene Bekanntheit zu nutzen, um ein lange ersehntes Fachbuchprojekt realisieren zu können. Die Agentur interessiert sich aber ausschließlich für die unmittelbare kommerzielle Vermarktung seiner Rolle, was Paul ablehnt. Eine junge Angestellte der Agentur vertraut Paul an, er sei in ihren Träumen kein passiver Beobachter, sondern ihr leidenschaftlicher Liebhaber, und bittet ihn in ihr Apartment, um den Traum nachzustellen. Der Versuch endet kläglich.
Mit einem Mal wird Paul in den Träumen zunehmend gewalttätiger, woraufhin er in Öffentlichkeit und Beruf ausgegrenzt und angefeindet wird. Seine traumatisierten Studenten und andere Menschen weigern sich, mit jenem Mann zusammen zu sein, der ihnen im Traum extreme körperliche oder sexuelle Gewalt antut. Seine Frau trennt sich von ihm und er wird auf der Universität beurlaubt. Schließlich wird Paul in einem Traum von sich selbst heimgesucht, indem eine Version von ihm mit einer Armbrust Jagd auf ihn macht. Er versteht jetzt, wieso seine Mitmenschen ihn fürchten. Da sich Paul aber keinerlei persönlicher Schuld bewusst ist, reagiert er bei allem Willen zur Kooperation ärgerlich auf die Ausgrenzung. Nachdem ihm verboten wird, bei der Schultheateraufführung seiner Tochter zuzuschauen, versucht er sich heimlich in den Saal zu schleichen. Als die Schulleiterin das verhindern will, verletzt er sie durch das Zuziehen einer Türe versehentlich schwer an der Hand. Der Skandal ist groß.
Einige Zeit danach haben die Träume ebenso unerklärlicherweise aufgehört. Paul nutzt seine verbliebene Berühmtheit für Vortragsreisen und die Herausgabe eines autobiographischen, vom Verlag reißerisch aufgemachten Buchs. Inzwischen wurde eine neue Technologie in Form eines Armbandes entwickelt und vermarktet, um in die Träume anderer Leute einzusteigen. Er nutzt dieses Mittel, um im Traum seiner Exfrau endlich in einer Heldenrolle zu erscheinen.

## Produktion

### Filmstab, Besetzung und Dreharbeiten

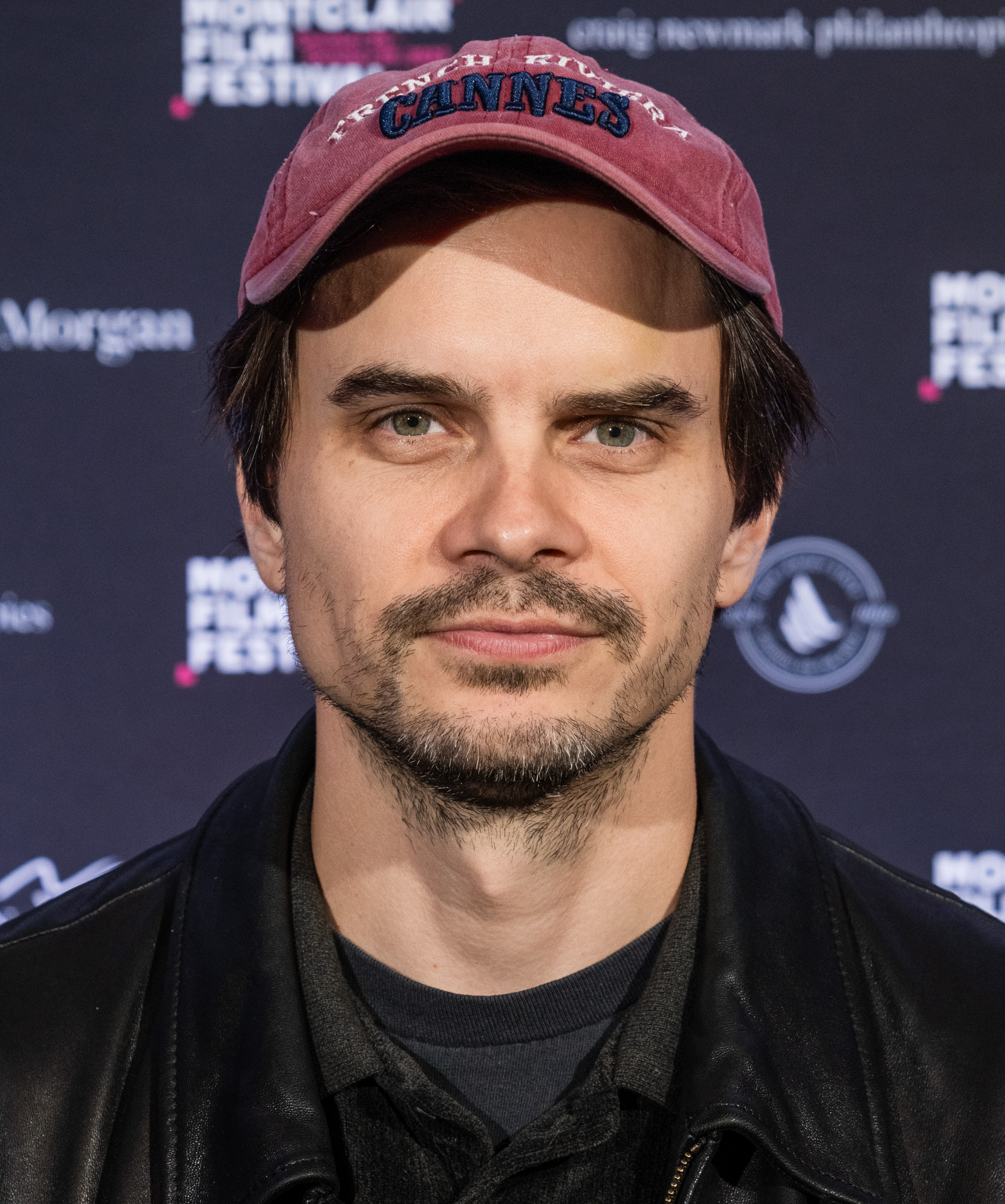
Kristoffer Borgli beim Montclair Film Festival 2023

Der Film wurde erstmals im August 2022 angekündigt. Im Fokus standen insbesondere Nicolas Cage als Hauptdarsteller und Ari Aster als leitender Produzent, der sich mit seiner Regie bei den Horrorfilmen Hereditary – Das Vermächtnis und Midsommar (ebenfalls unter Studio A24) einen Namen gemacht hatte. Regisseur und Drehbuchautor Kristoffer Borgli war für seine Tragikomödie Sick of Myself (Norwegisch: Syk pike) beim Festival von Cannes 2022 international bekannt geworden. Dream Scenario ist sein erster komplett englischsprachiger Spielfilm.
Neben Cage als Paul Matthews in der Hauptrolle sind im Film Julianne Nicholson als seine Ehefrau Janet, Dylan Baker als sein Kollege Richard, Tim Meadows als Brett und Michael Cera zu sehen.
Gefilmt wurde im Oktober und November 2022 in Toronto, Kanada. Als Kameramann fungierte Benjamin Loeb, der zuletzt für Filme wie Mandy, Pieces of a Woman, After Yang und When You Finish Saving the World tätig war. Es wurde auf analogem 16-mm-Film (Super 16) Film mit der Arriflex 416 Plus Kamera gedreht, ehe die Aufnahmen in der Postproduktion in ein digitales 4k Format übertragen wurden.

### Filmmusik, Marketing und Veröffentlichung
Die Filmmusik komponierte der kanadische Violinist und Sänger Owen Pallett. Das Soundtrack-Album mit insgesamt 14 Musikstücken soll am 17. November 2023 von A24 Music als Download veröffentlicht werden.
Der erste Trailer wurde Mitte September 2023 vorgestellt. Der Film debütierte im September 2023 beim 48. Toronto International Film Festival, wo er für den Platform Prize nominiert war. Die Europapremiere erfolgte am 28. September 2023 beim Zurich Film Festival, wo Dream Scenario als Eröffnungsfilm gezeigt wurde. Der Kinostart in den USA erfolgte am 22. November 2023. im Januar 2024 wird Dream Scenario beim Tromsø International Film Festival vorgestellt. Der Kinostart in Österreich erfolgte am 9. Februar 2024 und in Deutschland am 21. März 2024.

## Rezeption

### Altersfreigabe
In den USA erhielt der Film von der MPAA ein R-Rating, was einer Freigabe ab 17 Jahren entspricht. In Deutschland wurde der Film von der FSK bereits ab 12 Jahren freigegeben.
In der Freigabebegründung heißt es, die originelle Ausgangsidee setze der Film mit viel schwarzem Humor und surrealen Wendungen um, die teils auch drastisch ausfielen. 12-Jährige könnten darin jedoch bereits das Spiel mit typischen Genremotiven entschlüsseln und seien so in der Lage, sich ausreichend von einzelnen gewalthaltigen Momenten, der Thematisierung sexualisierter Gewalt und der Darstellung von Verletzungen zu distanzieren. Auch der gelegentlich sexualisierte Sprachgebrauch und die Thematisierung von selbstschädigendem Verhalten könnten sie in diesen Kontext einordnen.

### Kritiken
Von den bei Rotten Tomatoes aufgeführten Kritiken sind 91 Prozent positiv bei einer durchschnittlichen Bewertung mit 7,3 von 10 möglichen Punkten. Bei Metacritic erhielt der Film einen Metascore von 74 von 100 möglichen Punkten.

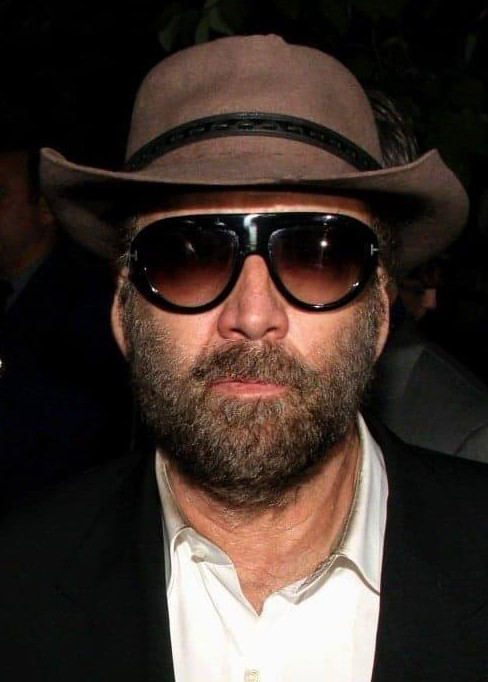
Nicolas Cage spielt in der Hauptrolle Paul Matthews

Jannek Suhr schreibt in seiner Kritik für epd Film, Kristoffer Borgli mache den Film auch zu einer Auseinandersetzung über verführerischen Ruhm und dessen Schattenseiten. Getragen werde Dream Scenario von Nicolas Cage, der in der Rolle des zunächst stets teilnahmslosen, einfach nur anwesenden Pauls die ganze Bandbreite seiner Schauspielkunst zeigen könne, und der Film funktioniere neben aller Skurrilität vor allem als Charakterstudie: „Indem Cage die emotionalen Höhen und Tiefen von Paul so gekonnt darzustellen vermag, macht er den Film zu einer gelungenen Tragikomödie“.
Pete Hammond schrieb für Deadline Hollywood, dass Cage in seiner Rolle eine ganz neue Höhe mit Blick auf seine Karriere im Bereich der Komödie erreiche. Regisseur und Drehbuchautor Borgli gelinge es, die eigentlich nur für einen kurzen Witz geeignete Prämisse des Films nicht in sich zusammenfallen zu lassen. Hammond lobte auch die anderen Darsteller, vor allem Michael Cera.

### Auszeichnungen
Critics’ Choice Super Awards 2024
- Auszeichnung als Bester Schauspieler in einem Horrorfilm (Nicolas Cage)[18]

Golden Globe Awards 2024
- Nominierung als Bester Hauptdarsteller – Komödie/Musical (Nicolas Cage)

Hollywood Music in Media Awards 2023
- Nominierung für die Beste Filmmusik – Independent Film (Owen Pallett)[19]

Satellite Awards 2023
- Nominierung als Bester Schauspieler – Film/Komödie/Musical (Nicolas Cage)
- Nominierung als Beste Filmkomödie / bestes Musical[20]

Saturn Awards 2025
- Nominierung als Bester Independentfilm
- Auszeichnung als Bester Hauptdarsteller (Nicolas Cage)

Toronto International Film Festival 2023
- Nominierung für den Platform Prize (Kristoffer Borgli)

Tromsø International Film Festival 2024
- Nominierung im Wettbewerb[12]

## Synchronisation
Die deutsche Synchronisation entstand nach einem Dialogbuch und der Dialogregie von Kim Hasper im Auftrag der EuroSync GmbH in Berlin.
| Darsteller             | Synchronsprecher   | Rolle               |
| ---------------------- | ------------------ | ------------------- |
| Nicolas Cage           | Martin Keßler      | Prof. Paul Matthews |
| David Klein            | Sebastian Kluckert | Andy                |
| Tim Meadows            | Frank Röth         | Brett               |
| Nicholas Braun         | Alexander Doering  | Brian Berg          |
| Cara Volchoff          | Marie-Isabel Walke | Candice             |
| Krista Bridges         | Ulrike Stürzbecher | Carlota             |
| Al Warren              | Kim Hasper         | Chris               |
| Marnie McPhail         | Christin Marquitan | Claire              |
| Philip Van Martin      | Frédéric Brossier  | Claude              |
| Jordan Raf             | Timo Weisschnur    | Dream Travel Guru   |
| Noah Centineo          | Julian Tennstedt   | Dylan               |
| Ben Caldwell           | Mathias Renneisen  | Eli                 |
| Star Slade             | Alice Bauer        | Greta               |
| Jessica Clement        | Olivia Hasper      | Hannah Matthews     |
| Julianne Nicholson     | Katrin Zimmermann  | Janet Matthews      |
| Richard Jutras         | Frank Kirschgens   | Jean                |
| Noah Lamanna           | Peggy-Sue Emmler   | Jessie              |
| Jennifer Wigmore       | Schaukje Könning   | Kayla               |
| Sofia Banzhaf          | Noemi Ferrari      | Leah                |
| Lily Gao               | Julia Biedermann   | Maklerin            |
| Kate Berlant           | Nurcan Özdemir     | Mary                |
| Kaleb Horn             | Oliver Szerkus     | Miles               |
| Dylan Gelula           | Maria Koschny      | Molly               |
| Maev Beaty             | Debora Weigert     | Naomi               |
| Ramona Gilmour-Darling | Almut Zydra        | Portia              |
| Dylan Baker            | Sven Gerhardt      | Richard             |
| Agape Mngomezulu       | Steven Abel        | Robbie              |
| Paula Boudreau         | Nina Herting       | Sheila              |
| Marc Coppola           | Steven Abel        | Sidney              |
| Lily Bird              | Saskia Glück       | Sophie Matthews     |
| Michael Cera           | Nicolás Artajo     | Trent               |